# Génesis Romero
Génesis Josianne Romero Fernández (Carabobo, 6 novembre 1995) è un'ostacolista e lunghista venezuelana.

## Biografia
Specializzata principalmente nelle corse ad ostacoli, Romero ha debuttato internazionalmente nel 2011 e gareggiato sin da allora in tutte le manifestazioni dell'America meridionale. Tra i vari traguardi ottenuti con la nazionale seniores venezuelana vi sono l'oro ai Giochi sudamericani in Bolivia e quello dell'anno successivo ai Campionati sudamericani in Perù. Traguardo che le ha permesso di prendere parte al suo primo Mondiale in Qatar, fermandosi in semifinale.

## Palmarès
| Anno | Manifestazione             | Sede           | Evento         | Risultato  | Prestazione | Note                          |
| ---- | -------------------------- | -------------- | -------------- | ---------- | ----------- | ----------------------------- |
| 2011 | Giochi dell'ALBA           | Barquisimeto   | 100 m hs       | Bronzo     | 14"74       |                               |
| 2011 | Giochi dell'ALBA           | Barquisimeto   | Salto in lungo | 6ª         | 5,40 m      |                               |
| 2011 | Giochi CAC giovanili       | Panama         | 100 m hs       | Argento    | 14"26       |                               |
| 2011 | Giochi CAC giovanili       | Panama         | Salto in lungo | Oro        | 5,57 m      |                               |
| 2012 | Campionati ibero-americani | Barquisimeto   | 100 m hs       | Batteria   | 14"17       |                               |
| 2012 | Campionati ibero-americani | Barquisimeto   | Salto in lungo | 5ª         | 5,82 m      |                               |
| 2012 | Mondiali juniores          | Barcellona     | 100 m hs       | Batteria   | 14"42       |                               |
| 2012 | Sudamericani U23           | San Paolo      | 100 m hs       | Argento    | 14"58       |                               |
| 2012 | Sudamericani U23           | San Paolo      | Salto in lungo | 5ª         | 5,60 m      |                               |
| 2012 | Sudamericani U23           | San Paolo      | 4×100 m        | 4ª         | 46"61       |                               |
| 2012 | Sudamericani U18           | Mendoza        | 100 m hs       | Oro        | 14"32       |                               |
| 2013 | Sudamericani               | Cartagena      | 100 m hs       | 5ª         | 14"17       |                               |
| 2013 | Sudamericani               | Cartagena      | 4×100 m        | Bronzo     | 45"44       |                               |
| 2013 | Panamericani U20           | Medellín       | 100 m hs       | Bronzo     | 13"65       |                               |
| 2013 | Panamericani U20           | Medellín       | Salto in lungo | Argento    | 6,04 m      |                               |
| 2013 | Panamericani U20           | Medellín       | 4×100 m        | 4ª         | 46"70       |                               |
| 2013 | Giochi boliviariani        | Trujillo       | 100 m hs       | 5ª         | 13"91       |                               |
| 2014 | Giochi sudamericani        | Santiago       | 100 m hs       | 7ª         | 13"84       | Miglior prestazione personale |
| 2014 | Giochi sudamericani        | Santiago       | Salto in lungo | 5ª         | 5,92 m      |                               |
| 2014 | Mondiali juniores          | Eugene         | 100 m hs       | 5ª         | 13"26       |                               |
| 2014 | Mondiali juniores          | Eugene         | Salto in lungo | 10ª        | 5,88 m      |                               |
| 2014 | Sudamericani U23           | Montevideo     | 100 m hs       | Oro        | 13"51       |                               |
| 2014 | Sudamericani U23           | Montevideo     | Salto in lungo | 5ª         | 5,99 m      |                               |
| 2014 | Sudamericani U23           | Montevideo     | 4×100 m        | Argento    | 46"50       |                               |
| 2014 | Giochi CAC                 | Veracruz       | 100 m hs       | 5ª         | 13"63       |                               |
| 2015 | Sudamericani               | Lima           | 100 m hs       | 4ª         | 13"85       |                               |
| 2015 | Sudamericani               | Lima           | Salto in lungo | 6ª         | 5,93 m      |                               |
| 2015 | Giochi panamericani        | Toronto        | 100 m hs       | Batteria   | 13"37       |                               |
| 2016 | Campionati ibero-americani | Rio de Janeiro | 100 m hs       | 4ª         | 13"24       |                               |
| 2017 | Sudamericani               | Asunción       | 100 m hs       | Argento    | 13"16       |                               |
| 2017 | Sudamericani               | Asunción       | 4×100 m        | dnf        | dnf         |                               |
| 2017 | Giochi boliviariani        | Santa Marta    | 100 m hs       | 5ª         | 60"14       |                               |
| 2017 | Giochi boliviariani        | Santa Marta    | 4×100 m        | Oro        | 44"15       |                               |
| 2018 | Giochi sudamericani        | Cochabamba     | 100 m hs       | Oro        | 13"08       |                               |
| 2018 | Giochi sudamericani        | Cochabamba     | 4×100 m        | Oro        | 44"71       |                               |
| 2018 | Giochi boliviariani        | Barranquilla   | 100 m hs       | 4ª         | 13"18       |                               |
| 2018 | Giochi boliviariani        | Barranquilla   | 4×100 m        | 6ª         | 45"71       |                               |
| 2019 | Sudamericani               | Lima           | 100 m hs       | Oro        | 13"29       |                               |
| 2019 | Sudamericani               | Lima           | Salto in lungo | 5ª         | 6,24 m      |                               |
| 2019 | Giochi panamericani        | Lima           | 100 m hs       | 8ª         | 13"44       |                               |
| 2019 | Giochi panamericani        | Lima           | 4×100 m        | 6ª         | 44"73       |                               |
| 2019 | Mondiali                   | Doha           | 100 m hs       | Semifinale | 13"18       |                               |
| 2025 | Campionati sudamericani    | Mar del Plata  | 110 m hs       | 4ª         | 13"59       |                               |
| 2025 | Campionati sudamericani    | Mar del Plata  | Eptathlon      | 5ª         | 4990 p.     | Miglior prestazione personale |